# ノット・ダーク・イェット
「ノット・ダーク・イェット」（Not Dark Yet）は、ボブ・ディランが作詞・作曲・歌唱し、アルバム『タイム・アウト・オブ・マインド』（1997年）に収録した楽曲。1998年にシングルとしてリリースされた。
映画『ワンダー・ボーイズ』（2000年）で挿入歌として使用され、サウンドトラックに収録。映画『ハイ・フィデリティ』（2000年）の中でも引用されている。映画『30年後の同窓会』（2017年）では主題歌となった。

## 収録CD
特記なき楽曲はボブ・ディラン作詞・作曲
2-track CD (COL 665443 1):
1. Not Dark Yet – 6:29
2. Tombstone Blues – 6:26
1996年8月4日ジョージア州アトランタ、House of Blues、ライブ

4-track CD (COL 665443 2):
1. Not Dark Yet – 6:29
2. Tombstone Blues – 6:26
1996年8月4日ジョージア州アトランタ、House of Blues、ライブ
3. Ballad of a Thin Man – 8:47
1996年8月4日ジョージア州アトランタ、House of Blues、ライブ
4. Boots of Spanish Leather – 6:35
1996年8月3日ジョージア州アトランタ、House of Blues、ライブ

NOT DARK YET〜DYLAN ALIVE Vol.2（1999年4月21日、SME、SRCS-8914）日本盤EP
既に発表されていた海外盤のライブ・テイクをディランが気に入らずディラン・サイドから日本独自仕様にと、指示があったもので収録曲が異なる。
1. ノット・ダーク・イェット - Not Dark Yet – 6:29
ALBUM VERSION、『タイム・アウト・オブ・マインド』（1997年）より
2. スペイン革のブーツ - Boots of Spanish Leather – 6:34
LIVE VERSION、1998年6月21日イギリス・グラスゴー、SECCアリーナ
3. 怒りの涙 - Tears of Rage – 7:20
  - 作詞・作曲: ディラン-リチャード・マニュエル

LIVE VERSION、1998年1月17日ニューヨーク、マディソン・スクエア・ガーデン
4. セニョール（ヤンキー・パワーの話） - Señor (Tales of Yankee Power) – 4:39
LIVE VERSION、1998年7月6日イタリア・ルッカ、ピアッツァ・ナポレオーネ

収録アルバム
- タイム・アウト・オブ・マインド（1997年）
- エッセンシャル・ボブ・ディラン（2000年）